# Николаевский (Зимовниковский район)
Николаевский — хутор в Зимовниковском районе Ростовской области.
Входит в состав Ленинского сельского поселения.

## История
Основан в конце XIX века, относился к юрту калмыцкой станицы Кутейниковской. Согласно данным первой Всероссийской переписи населения 1897 года в хуторе Николаевском проживало 123 души мужского и 120 женского пола. Позднее хутор был отнесён к юрту вновь образованной станицы Ново-Алексеевской. К 1915 году в хуторе имелось 60 дворов, училище, проживали 141 житель мужского и 143 женского пола.
В результате Гражданской войны численность калмыцкого населения Сальского округа резко сократилась. Согласно первой Всесоюзной переписи населения 1926 года население хутора составило всего 69 человек, все - калмыки. На момент переписи хутор входил в состав Кутейниковского сельсовета Зимовниковского района Сальского округа Северо-Кавказского края.

## География
Хутор расположен в пределах северной покатости Сальско-Манычской гряды Ергенинской возвышенности, относящейся к Восточно-Европейской равнине, на левом берегу реки Малая Куберле, на высоте около 58 метров над уровнем моря. Рельеф местности равнинный, полого-увалистый. Почвы - тёмно-каштановые.
По автомобильной дороге расстояние до Ростова-на-Дону составляет 280 км, до ближайшего города Волгодонск - 60 км, до районного центра посёлка Зимовники - 8 км. Ближайший населённый пункт, хутор Ленинский, расположен на противоположном берегу реки Малая Куберле
На хуторе имеется одна улица: Мира.
Часовой пояс
Николаевский, как и вся Ростовская область, находится в часовой зоне МСК (московское время). Смещение применяемого времени относительно UTC составляет +3:00.

## Население
Динамика численности населения
| 1897 | 1915 | 1926 |
| ---- | ---- | ---- |
| 243  | 284  | 69   |

| 2010 |
| ---- |
| 118  |